# Нещадимовский
Нещади́мовский — хутор в Славянском районе Краснодарского края.
Входит в состав Протокского сельского поселения.

## География

### Улицы
| - пер. Вишнёвый, - пер. Северный, - пер. Степной, - пер. Цветочный, - пер. Целинный, - ул. Безымянная, - ул. Вишнёвая, - ул. Восточная, - ул. Длинная, | - ул. Западная, - ул. Кавказская, - ул. Короткая, - ул. Космонавтов, - ул. Крестьянская, - ул. Молодёжная, - ул. Новосёлов, - ул. Петровская, | - ул. Речная, - ул. Светлая, - ул. Северная, - ул. Солнечная, - ул. Цветочная, - ул. Целинная, - ул. Южная, - ул. Ярмарочная. |

## Население
| 2002 | 2010  |
| ---- | ----- |
| 1424 | ↗1489 |